# Jadwigów (powiat grójecki)
Jadwigów (dawn. Gorzeszkoty) – wieś sołecka w Polsce położona w województwie mazowieckim, w powiecie grójeckim, w gminie Błędów.
W latach 1975–1998 miejscowość należała administracyjnie do województwa radomskiego.